# Sinus-cavernosus-Syndrom
Das Sinus-cavernosus-Syndrom ist ein neurologischer Symptomkomplex mit multiplen
Lähmungserscheinungen der Augenbewegungen, fallweise starken Kopfschmerzen sowie Sensibilitätsverlust der Hornhaut und oberen Gesichtsbereiche. Ausgelöst werden diese innerhalb eines Venenraums an der vorderen Schädelbasis, dem Sinus cavernosus, durch eine Druckschädigung, die den gleichzeitigen, vollständigen oder teilweisen Ausfall der Hirnnerven  III (Nervus oculomotorius), IV (Nervus trochlearis) und VI (Nervus abducens), partiell auch V (Nervus trigeminus) bewirkt.

## Ursache

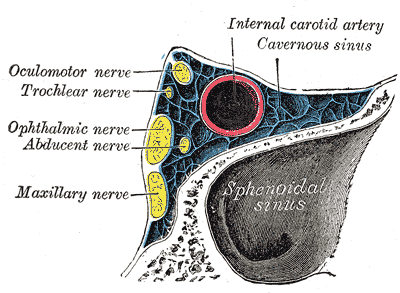
Sinus cavernosus: A. carotis interna (rot); Hirnnerven (gelb)

Die betroffenen okulomotorischen Hirnnerven verlaufen alle an der lateralen Wand des Sinus cavernosus und in Nachbarschaft zum Nervus trigeminus. Eine Störung wird ausgelöst durch eine Kompression der Nervenbahnen, unter anderem hervorgerufen durch Aneurysmen der Arteria carotis interna, Thrombosen, Blutungen, Tumoren und andere raumfordernde Prozesse sowie Traumata.

## Symptome
Auffälligste Symptomatik ist die gleichzeitige Lähmung der durch die drei okulomotorischen Hirnnerven innervierten Augenmuskeln mit entsprechenden Bewegungsstörungen, Schielstellung und Doppelbildern, was letztlich zu einer totalen Ophthalmoplegie führt. Die Störungen können je nach Umfang und Lokalisation dabei ein- und beidseitig auftreten. Ist der N. trigeminus betroffen, kann wegen einer Läsion seiner beiden Äste Nervus ophthalmicus und Nervus maxillaris die Sensibilität der Hornhaut und der oberen Gesichtspartien herabgesetzt sein. Weitere klinische Zeichen können auftreten in Form eines pulsierenden Exophthalmus, Hemianopsien und Bewusstseinsstörungen.

## Diagnostik
Neben der neuroophthalmologischen Abklärung mittels Funktionsprüfung der betroffenen Augenmuskeln, ist eine Druckprüfung der Trigeminus-Nervenaustrittspunkte erforderlich sowie eine Sensibilitätsprüfung der Hornhaut. Prinzipiell stehen zur Ursachenabklärung alle notwendigen neurologischen Untersuchungen (Liquordiagnostik, Lumbalpunktion, Angiographie etc.) inklusive bildgebender Verfahren (Computertomographie, Magnetresonanztomographie) im Vordergrund.

## Therapie
Die Behandlung richtet sich nach den auslösenden Faktoren. Hierzu können neurochirurgische Eingriffe notwendig sein, ebenso wie konservative Behandlungen. Symptom bezogene Interventionen, wie ggf. Schieloperationen, sind erst bei einem dauerhaft stabilen Befundbild zu erörtern.

## Differentialdiagnose
Das Sinus-cavernosus-Syndrom ist durch seine Lokalisation abzugrenzen vom Fissura-orbitalis-superior-Syndrom, welches eine ganz ähnliche Symptomatik aufweist.

## Geschichte
Die Erstbeschreibung erfolgte 1922 durch den französischen Neurologen Charles Foix, daher stammt die (veraltete) Bezeichnung Foix-Syndrom
In diese Krankheitsgruppe fallen weitere, nach den Erstbeschreibern benannte Syndrome wie das Jacod-Syndrom oder das Godtfredsen-Syndrom.